# Pseudeusemia
Pseudeusemia is een geslacht van vlinders van de familie spanners (Geometridae), uit de onderfamilie Ennominae.

## Soorten
- P. anisochrysa Prout, 1917
- P. aperta Warren, 1902
- P. bursadoides Warren, 1909
- P. flavoplagata Bethune-Baker, 1910
- P. furcata Rothschild & Jordan, 1903
- P. inflammata (Warren, 1907)
- P. lemnia Boisduval, 1832
- P. longimaculata Warren, 1897
- P. posticigutta Prout, 1922
- P. tricolor Warren, 1896